# Paru
De Paru of Paru de Este (Portugees: Rio Paru of Rio Paru de Este) is een van de rivieren van de staat Pará in Brazilië. 

## Loop
Zij ontstaat in het Toemoek-Hoemakgebergte op de grens met Suriname en doorloopt met geheel haar lengte de gemeente Almeirím in Pará, totdat zij uitmondt aan de linkeroever van de Amazone.

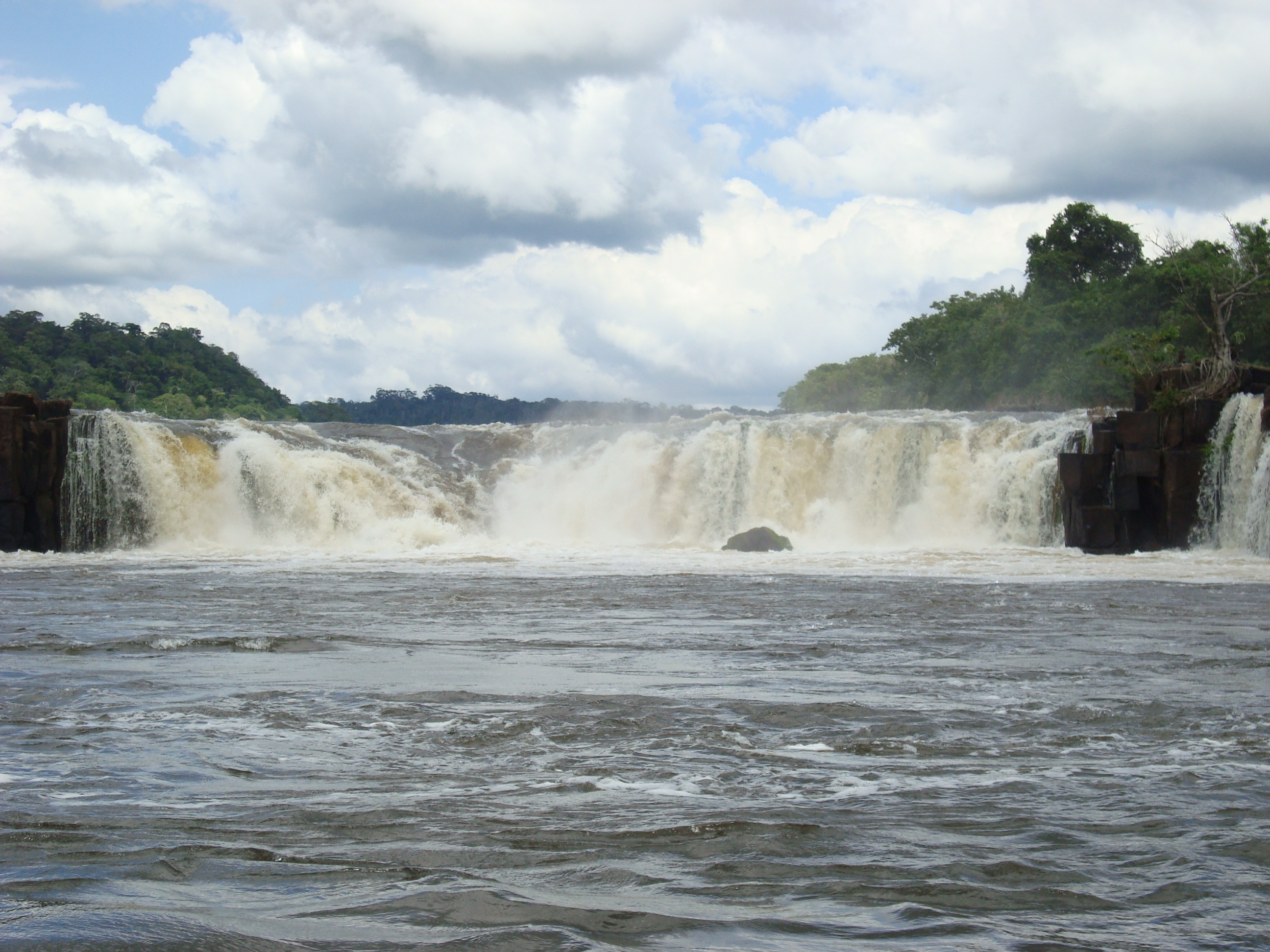
Waterval Cachoeira do Panama in de rivier de Paru

In haar boven- en middenloop stroomt zij door de inheemse dorpen van de Aparai en de Wayana. In haar loop bevindt zich ook de waterval Acutumã. Men moet deze rivier niet verwarren met de Paru de Oeste, die dicht bij de Paru ontstaat, maar uitmondt in de Trombetas, een zijrivier van de Amazone en die de grens vormt tussen de gemeenten Óbidos en Oriximiná, ook in Pará. Deze laatste rivier gaat door het woongebied van de Tiriós en van de Zoé.

## Zijrivieren
De Paru heeft een aantal zijrivieren. Hieronder een selectie in volgorde stroomafwaarts:
- Igarapé Atawale (Atauale)
- Citaré
- Igarapé Achiqui
- Igarapé Itapecuru
- Igarapé Tacurana
- Igarapé Iduachi (Iouachi)
- Paicuru
- Arutapuca
- Mariuçu
- Igarapé Urucurituba
- Igarapé Carucaru